# Lago de Palpuogna
O Lago Palpuogna é um lago de montanha localizado na Passagem de Montanha Albula no município de Bergün, cantão de Grisons, Suíça.
Num programa de televisão de 2007 do canal suíço SF 1, este lago foi eleito o lugar mais bonito na Suíça.